# بنجامین کسلمن
بنجامین کَسِلمن (انگلیسی: Benjamin Castleman؛ ‏ ۱۷ مهٔ ۱۹۰۶ – ۲۹ ژوئن ۱۹۸۲) پزشک و آسیب‌شناس اهل ایالات متحده آمریکا بود که نامش امروزه بابت توصیف بیماری کَسِلمن در یادها مانده است. او همچنین یکی از نویسندگان مجموعه مقالاتی دربارهٔ بیماری «پروتئینوز کیسه‌های هوایی ریه» در ژورنال پزشکی نیوانگلند بود که نام دیگرش «سندرم کَسِلمن–لیبوف» است. کسلمن پژوهش‌های بالینی فراوانی بر روی آسیب‌شناسی بیماری‌های پاراتیروئید انجام داد و چندین مقاله مهم در مورد بیماری‌های تیموس و مدیاستن نوشت. او بیش از ۱۰۰ مقاله علمی در مورد انواع اختلالات پزشکی نوشت یا در نوشتن آن مقالات مشارکت داشت. او مدرک کارشناسی علوم را از دانشگاه هاروارد و دکترای پزشکی خود را از دانشگاه ییل گرفت و در بیمارستان عمومی ماساچوست در بوستون مشغول به کار شد. او در سال ۱۹۸۲ در اثر ابتلا به لنفوم درگذشت.